# 1,1'-Bis(difenilfosfino)ferroceno
1,1'-Bis(difenilfosfino)ferroceno, comumente abreviado dppf, é um composto organofosforoso comumente usado como um ligante em catálise homogênea. Ela contém uma porção ferroceno em sua estrutura principal, e é relacionado a outras difosfinas em ponte, 1,2-bis(difenilfosfino)etano (dppe).